# Reino de Waterford
El reino de Waterford fue un pequeño pero poderoso enclave hiberno-nórdico que aparece en la crónica del siglo XII Cogad Gáedel re Gallaib (guerra de los irlandeses contra los extranjeros) y otros escritos contemporáneos como los Anales de los cuatro maestros, Anales de Inisfallen y Anales de Tigernach. Ivar de Waterford (m. 1000), es la figura principal de los gobernantes de Waterford a principios del siglo XI.
Los vikingos crearon el longphort de Waterford en 853, en nórdico antiguo Veðrafjǫrðr. Se asentaron y fundaron una ciudad en 914. Las relaciones con sus vecinos irlandeses no fueron precisamente fluidas, en 860 se enfrentaron al rey de Osraige y fueron vencidos tras cruenta batalla. En 892 los vikingos de Waterford, Wexford y St. Mullins fueron derrotados. 
El primer caudillo que registran las crónicas contemporáneas fue Ottir Iarla, un jarl muy cercano al poderoso Ragnall ua Ímair. Los reyes vikingos del siglo XI, descendientes de Ivar de Waterford, fueron aliados y vasallos de la dinastía O'Brien, con quienes concertaban matrimonios e incluso en la década de 1070 Diarmait, hijo de Toirdelbach Ua Briain, ejerció gobierno directo sobre el territorio.
Poul Holm argumenta que el reino de Dublín, Waterford y Limerick, se pueden clasificar como ciudad estado como define Mogens Herman Hansen y el Copenhagen Polis Centre.

## Ystoria Gruffudd ap Cynan
En el manuscrito del siglo XIII Ystoria Gruffudd ap Cynan, aparece un relato sobre el origen de algunos reinos vikingos de Irlanda, cuando el rey Harald I de Noruega fundó el reino de Dublín y dio Waterford a su hermano. Es más bien una leyenda sin base histórica, y por otro lado ni siquiera hay mención de ello en las sagas nórdicas.

## Gobernantes del reino de Waterford
1. Ottir Iarla (914-917)
2. Ragnall ua Ímair (917-920/1), su hijo Ívarr Ragnaldsson (c. 900 - 950) es probablemente el padre de Ivar de Waterford.
3. Gofraid ua Ímair (921-926)
4. Olaf III Guthfrithson (926-941)
5. ??? (941-969)
6. Ivar de Waterford (969-1000), probablemente nieto de Ragnall
7. Ragnall mac Ímair (970-995),[6][7] Hijo de Ivar
8. Sihtric mac Ímair (970-1022),[8] Hijo de Ivar, hermano de Ragnall mac Ímair
9. Ragnall mac Ragnaill (o Radnaill, 1022-1031),[9][10] Hijo de Ragnall mac Ímair o de Radnall mac Ímair (c. 970)
10. Amlaíb mac Sihtric (Óláfr Sigtryggrsson, 1000-1034), hijo de Sihtric mac Ímair.[11] Algunas fuentes identifican a Amlaíb con Olaf Sigtryggsson, rey de Mann.
11. Cuionmhai Ua Rabann (1135-1137)[12]
12. Wadter (?-?)
13. Ragnall (?-1170)
14. O’Faoláin (?-1170)

El destino de los escandinavos de Waterford es incierto desde la invasión de los normandos; tras la ocupación de su ciudad, existen registros que hablan de la dispersión y asentamientos  en territorios adyacentes. También es incierto el tiempo que la dinastía nórdica Uí Ímair se mantuvo en el poder.